# Forma (botànica)
|  | Per a altres significats, vegeu «Forma (zoologia)». |

En la nomenclatura botànica, una forma (del llatí forma, en plural formae) és una de les categories secundàries de la taxonomia per sota de la de varietat, la qual al seu torn està per sota de la d'espècie; és un tàxon infraespecífic. Si en descriure un tàxon es llisten més de tres rangs, la "classificació" s'especifica, però només tres parts conformen el "nom" del tàxon: un nom de gènere, un epítet específic, i un epítet infraespecífic.
L'abreviació "f." o la "forma" completa, es podria posar abans de l'epítet infraespecífic per indicar el rang.
Per exemple:
- Acanthocalycium spiniflorum f. klimpelianum o
  - Acanthocalycium spiniflorum forma klimpelianum (Weidlich & Werderm.) Donald
- Crataegus aestivalis (Walter) Torr. & A.Gray var. cerasoides Sarg. f. luculenta Sarg. és una classificació d'una planta el nom de la qual és:
  - Crataegus aestivalis (Walter) Torr. & A.Gray f. luculenta Sarg.

Una forma normalment designa un grup amb una desviació evident però menor. Per exemple, les formes amb flors blanques d'una espècie que normalment té flors acolorides es pot designar una "f. alba". Formae apomicticae es com de vegades es diuen les plantes que es reprodueixen asexualment per apomixi. Alguns botànics creuen que no hi ha necessitat de donar nom a les formes, donat que en teoria n'hi ha d'inombrables basades en diferències genètiques menors.